# JR貨物UT9C形コンテナ
UT9C形コンテナ（UT9Cがたコンテナ）は、日本貨物鉄道（JR貨物）輸送用として籍を有している、20 ft形の私有コンテナ（タンクコンテナ）である。

## 概要
本形式の数字部位「9」は、コンテナ容積の慨数（呼び）であり、端数を四捨五入したコンテナ容積が9 m3あることを示す。よって本項のタンクコンテナは、その内容積が、8.5 - 9.4 m3の間にあるコンテナである。また形式末尾のアルファベット一桁目の 「C」は、コンテナの使用用途（主たる輸送品目）が「危険品の輸送」を表す記号として付与されている。

## 番台別解説

### 0番台
1
東洋インキ所有。印刷用インキ専用。
2 - 9
日本陸運産業（NRS）所有／新日鐵化学借受。
※ 保護枠付。

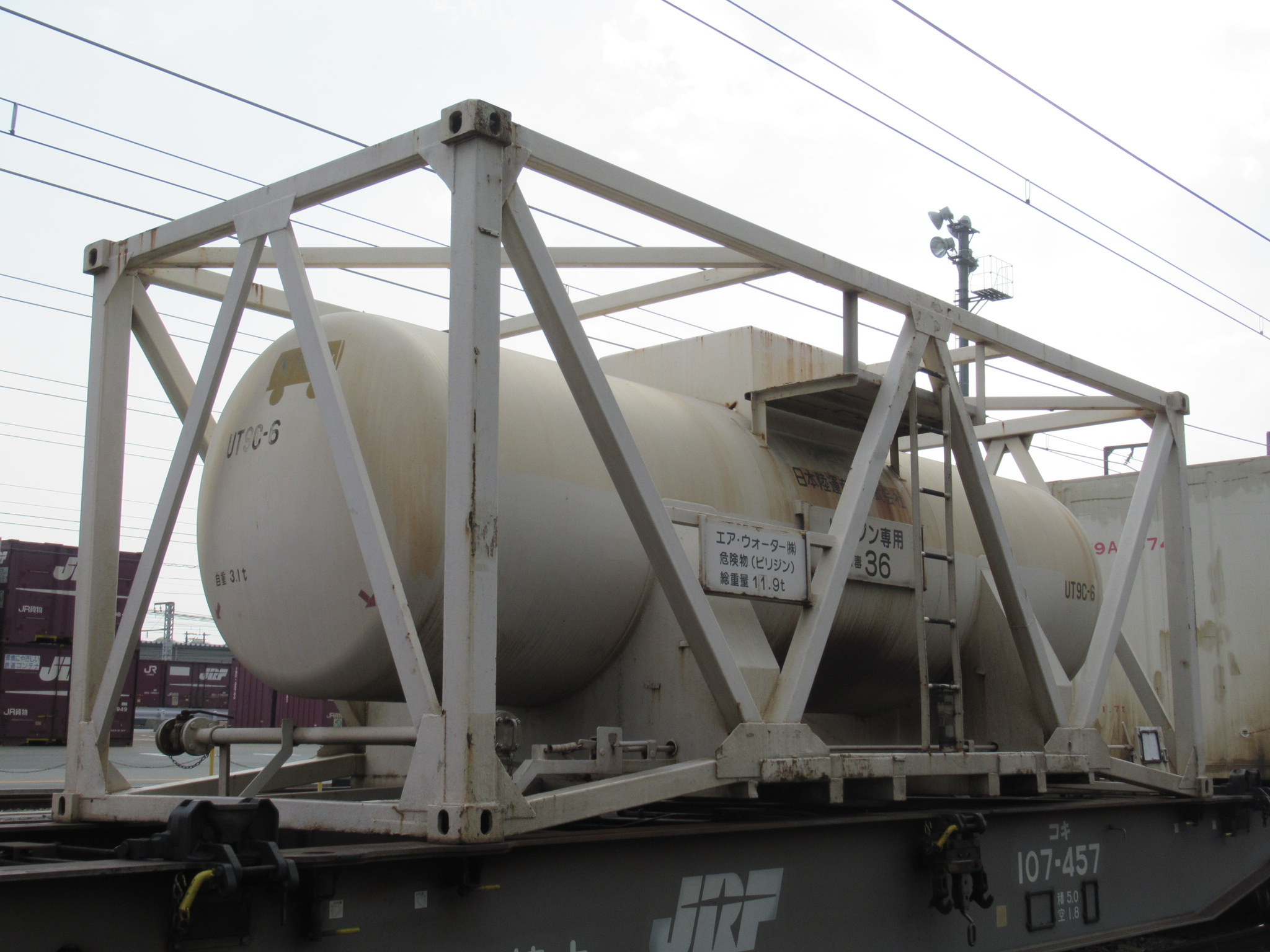
UT9C-6 日本陸運産業所有。

10 ・ 11
日本陸運産業（NRS）所有／新日鐵化学借受。
※ 保護枠なし。
12 ・ 13
日本陸運産業（NRS）所有／クラレ借受。メタクリル酸専用。
14
日本陸運産業（NRS）所有／新日鐵化学借受。
※ 保護枠なし。
15
所有者不明、積載物も不明。
16
日本陸運産業（NRS）所有／新日鐵化学借受。
※ 保護枠付。
17
日本陸運産業（NRS）所有／新日鐵化学借受。
※ 保護枠なし。
18
所有者不明、積載物も不明。
19
東洋インキ所有。印刷用インキ専用。

### 5000番台
5001
日本石油輸送（JOT）所有。PPG専用。
5002 - 5005
日本石油輸送（JOT）所有。エチレングリコール専用。
5006
日本陸運産業(NRS)所有。プロバギルメチルフラン専用。
5007 ・ 5008
鶴崎海陸樹脂（日本油脂）所有。ポリブデン専用。

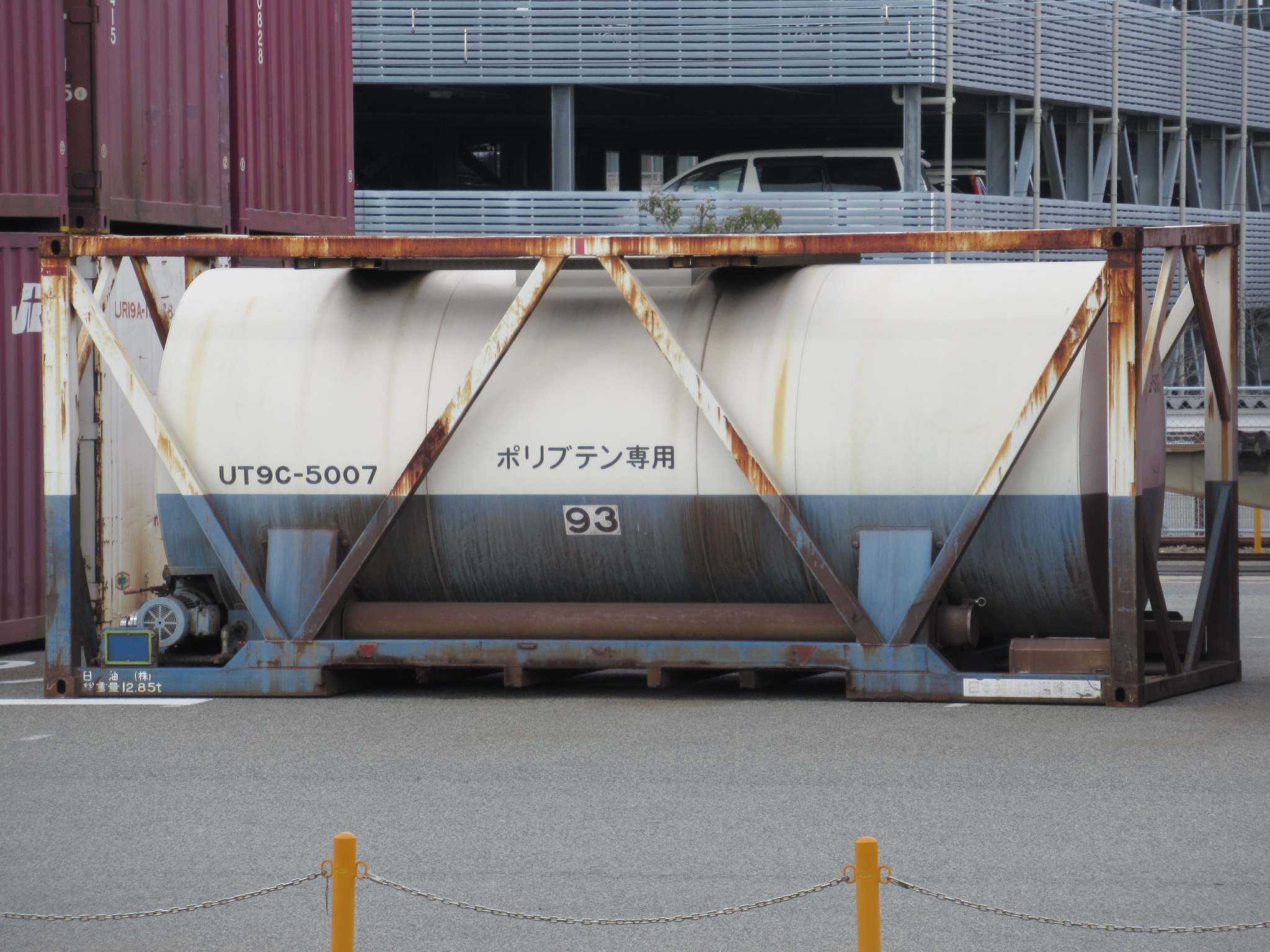
UT9C-5007 日油所有。

5009 ・ 5010
ブルーエキスプレス（橋本化学）所有。無水フッ化水素酸専用。
5011 ・ 5012
東洋港運（東ソー）所有。エチレンジアミン専用。
5013
東洋港運（東ソー）所有。エチレンジアミン類専用と思われるが、詳細は不明。
5014
東洋港運（東ソー）所有。エチレンジアミン専用。
5015
所有者不明、積載物も不明。
5016
東洋港運（東ソー）所有。エチレンジアミン類専用と思われるが、詳細は不明。
5017 ・ 5018
日本石油輸送（JOT）所有、三菱レイヨンがリースを受けて運用している。アクリルアマイド専用。保護枠（タンクを覆う直方体のような形をした骨組み）がないのが外見の特徴。
5019
日本石油輸送（JOT）所有、マナック借受。TBP-A専用。
5020
所有者不明。積載物も不明。
5021 ・ 5022
日本陸運産業（NRS）所有。ダイセル化学工業借受。エポキシ化亜麻仁油専用。
5023
日本石油輸送（JOT）所有。メタクリル酸専用。
5024 ・ 5025
日本陸運産業（NRS）所有。森田化学工業。無水フッ化水素酸専用。
5026
ダイセル所有。PLACCEL専用。
5027 ・ 5028
内外輸送所有、三菱ガス化学がリースを受け運用。メタキシレンジアミン専用。
5029 ・ 5030
日本石油輸送（JOT）所有、マナック借受。TBP-A専用。
5031 - 5033
日本石油輸送（JOT）所有。 積載物未確認。
5034
東海電化工業所有。積載物未確認。
5035 ・ 5036
旭電化工業所有。過酸化水素（36%未満）専用。
5037
日本石油輸送所有。モノクロロベンゼン専用。
5038 - 5041
ダイキン工業所有。無水フッ化水素酸専用。
5042
ブルーエクスプレス所有。無水フッ化水素酸専用。
5043 - 5047
日本石油輸送所有、住友化学工業がリースを受け運用。 PPG専用。
5048 ・ 5049
ダイキン工業所有。無水フッ化水素酸専用。
5050 - 5052
日本石油輸送所有。日立化成借受。不飽和ポリエステル専用。
5053 ・ 5054
日本石油輸送所有。ダイヤニトリックス借受。アクリルアマイド水溶液専用。
5055 - 5057
日本石油輸送（JOT）所有。エチレンシアノヒドリン専用。
5058 ・ 5059
日本石油輸送（JOT）所有。無水フッ化水素酸専用。
5060 - 5065
エム・ティー・ビー所有。DCN専用。

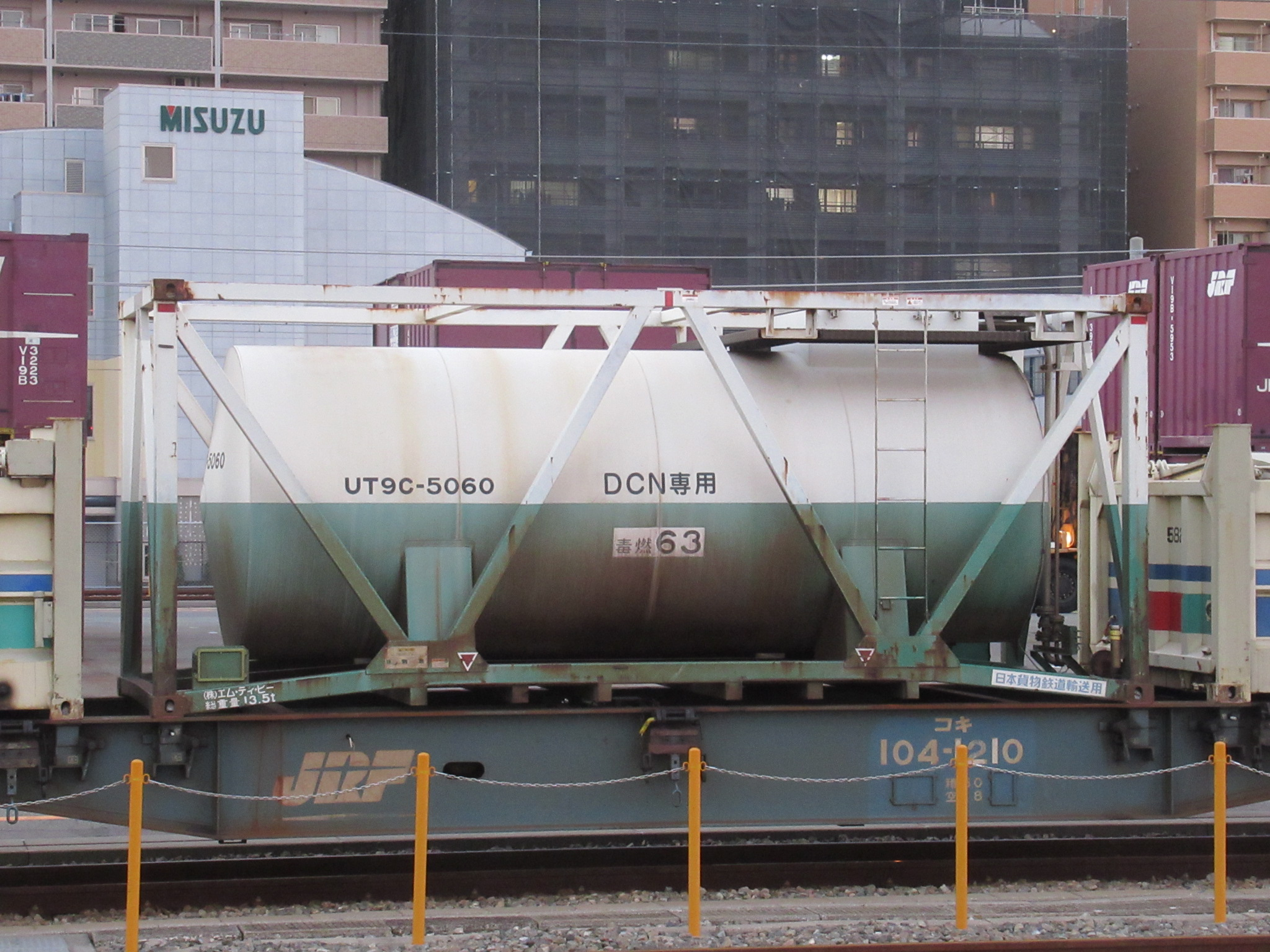
UT9C-5060 エム・ティー・ビー所有。

日本石油輸送（JOT）所有。花王借受。積載物未確認。
5067
日本石油輸送（JOT）所有。トーケムプロダクツ借受。無水フッ化水素酸専用。
5068
住友化学工業所有。5-メチルフルフラール専用。
5069
三洋化成工業所有。クオリマーSA専用。
5070
ジェムコ所有。無水フッ化水素酸専用。
5071 - 5073
住友精化所有。チオフェノール専用。
5074
一宮運輸所有。アンモニア水専用。
5075 ・ 5076
日本陸運産業所有。日産化学工業がリースを受け運用。アンモニア水専用。